# Buizingeni vasúti baleset
A buizingeni vasúti baleset (vagy hallei vasúti baleset) 2010. február 15-én történt a belgiumi Halle járásban, Buizingenben, Flamand-Brabant tartományban. Két vonat ütközött össze.

## A baleset
Az elővárosi forgalmat bonyolító vonatok, melyek 250-300 utast szállítottak, a hajnali havas időben a reggeli csúcsforgalomban ütköztek össze. A baleset mintegy 14 km-re történt Brüsszeltől, a Brüsszel-Mons vonalon (96-os vonal). De Witte kormányzó szerint a balesetet az okozta, hogy az egyik vonat nem állt meg egy vörös jelzésnél. Az egyik vonat Leuvenből tartott Comtéba, a másik Quiévrainból Liège-be.
A személyvonatok első kocsijait az ütközés megemelte. A becsapódás rendkívül erős volt, egy szemtanú elmondása alapján. Az ütközés előtt egyik vonat sem fékezett, az utasok össze-vissza csapódtak a vagonokban. Az ütközés után több kocsi is kisiklott, egy pedig az oldalára borult. Megrongálódott a felsővezeték is, ezért Brüsszeltől délnyugatra a vasúti közlekedés szünetelt, köztük a Párizs és Brüsszel között közlekedő Eurostar is.

## Halottak, sebesültek
Az elhunytak számáról ellentmondásos hírek vannak. Mivel vannak súlyos sebesültek is, a számuk még nőhet. Lode De Witte, Flamand-Brabant kormányzója 10 halottról számolt be, Dirk Pieters, Halle polgármester viszont legalább húsz halottal számol. A vasúttársaság 25 halottat említ. A szerencsétlenül járt vonatok belföldi járatok voltak, de nem tudják még, voltak-e külföldiek is az áldozatok között. Hivatalosan a balesetben legalább 18-an haltak meg, a sebesültek száma 162, közülük 11 nagyon súlyos. Sokakat helyben láttak el, egyeseket a buizingeni sportcsarnokba vittek be. A mozdonyvezető túlélte az ütközést, súlyos sérüléseket szerzett ugyan. A feltételezések szerint ő hagyta figyelmen kívül a vörös jelzést, vagyis az ő hibájából következett be a baleset.

## Utóhatás
Egy nappal a baleset után a belga mozdonyvezetők az ország több városában sztrájkba kezdtek, így tiltakozva a rossz munkakörülmények ellen. A szakszervezetek nem hirdettek hivatalos sztrájkot, de támogatásukról biztosították a mozdonyvezetőket. Felhívták emellett arra is a figyelmet, hogy a belga vasútnál munkaerőhiány van, a mozdonyvezetők és a vasútbiztonsági alkalmazottak túlterheltek.

## Külső hivatkozások
- Index.hu Súlyos vasúti karambol történt Brüsszel mellett
- Origo.hu: Halle, Buizingen, sok halott a belgiumi vonatbalesetben
- Index.hu: Túlélte az ütközést a vétkes mozdonyvezető